# Martin Brundle
Martin John Brundle (King's Lynn, 1 de junho de 1959) é um ex-automobilista britânico. Disputou a Fórmula 1 entre 1984 e 1989 e entre 1991 e 1996, quando deixou a categoria. Martin Brundle teve um feito em sua geração de pilotos, com uma única vitória na classificação geral da corrida das 24 Horas de Le Mans de 1990, quando ainda em atividade na Fórmula 1,  pela equipe de Tom Walkinshaw da Jaguar Racing. Walkinshaw seria o diretor técnico da Benetton equipe o qual Brundle correu em 1992. Em 1999, disputou as 24 Horas de Le Mans, pela equipe Toyota.
Em 1983, antes de estrear na Fórmula 1, Brundle disputou o Campeonato da Fórmula 3 Inglesa travando bons duelos com seu rival, Ayrton Senna.

## Carreira

### Tyrrell: 1984–1986
Em 1983, quando pilotava na Fórmula 3, Brundle travou duelos inesquecíveis contra o brasileiro Ayrton Senna, que mais tarde se tornaria tricampeão de Fórmula 1. Na temporada de 1984 Martin Brundle estreou na categoria-mor do automobilismo pela tradicional equipe Tyrrell, a última das equipes que ainda utilizava os motores Ford Cosworth V8 aspirado - (na época os motores Turbo dominavam a Fórmula 1). No antológico GP de Mônaco, marcado pelas grandes atuações de Senna e do alemão Stefan Bellof, companheiro de equipe de Brundle, o inglês acabou batendo de forma violenta na Tabac Curve, mas se recuperou a tempo de disputar a corrida. Na 8ª etapa, o piloto teve uma grande atuação com motor aspirado terminando em 2º lugar, o GP dos Estados Unidos em Detroit, mas após a prova, os comissários de pista verificaram que o seu carro se encontrava abaixo do peso regulamentado. A FISA decidiu desclassificar os carros da equipe Tyrrell pelo restante da temporada por infringir o regulamento técnico. Os pontos de Brundle foram-lhe retirados. Contudo, nessa altura, o piloto inglês estava em convalescença devido a um acidente ocorrido em Dallas, onde durante a sessão de treinos embateu o seu carro no muro e fraturou ambos os tornozelos.[carece de fontes?]
Para o campeonato de 1985, Brundle permanece na Tyrrell e com o motor aspirado. No meio da temporada, é que a equipe finalmente vai estrear o motor Renault Turbo, mas nem assim o piloto inglês saiu do zero, sendo três 7º lugares seus melhores resultados; diferente dos seus companheiros: o alemão Stefan Bellof e o italiano Ivan Capelli que conseguiram pontuar. Em 1986, o piloto inglês permanece na equipe do "tio Ken" pelo terceiro ano seguido. No GP do Brasil, Brundle terminou em 5º lugar e os 2 pontos válidos na categoria. Marcou outros 6 nos GP's: Grã-Bretanha, Hungria e Austrália. Terminou em 11º lugar com 8 pontos.[carece de fontes?]

### Zakspeed: 1987
Depois das melhorias na última temporada, em 1987, Brundle assina com a alemã Zakspeed, onde com um carro que não lhe dava grandes possibilidades para rodar com os pilotos da frente, consegue apenas 2 pontos no GP de San Marino em Ímola, e foi desclassificado da corrida na Áustria por não posicionar seu carro corretamente. Ficou em 18º no campeonato com 2 pontos conquistados, os únicos conquistados na história da construtora.

### Passagem fugaz pela Williams: 1988
Sem qualquer vaga na Fórmula 1 em 1988, continua na equipe oficial da Jaguar no Sport-Protótipos. Porém, no mês de agosto, o piloto aceita o convite na categoria-mor do automobilismo (Fórmula 1) pela equipe Williams para substituir o compatriota Nigel Mansell por causa de catapora. A única participação de Brundle foi no GP da Bélgica. Na corrida, ele terminou-a em 7º lugar.[carece de fontes?]

### Brabham: 1989 e 1991
No ano de 1989, a Brabham retornou à Fórmula 1, depois de Bernie Ecclestone ter vendido a sua equipe no final de 1986, e de não ter alinhado em 1988.[carece de fontes?] Martin Brundle pilotou o carro número 7, e em Mônaco, tinha tudo para conseguir o primeiro podium (3º lugar), mas um problema na bateria acabou impedindo isso. Seu companheiro de equipe, o italiano Stefano Modena, é que conquistou o primeiro podium na carreira (último do time na Fórmula 1); no campeonato, Brundle é o 20º com 4 pontos. Não permaneceu na equipe em 1990, e retornou nela em 1991, agora com os motores Yamaha de 12 cilindros, mas o time inglês já sentia os reflexos da crise financeira que passava. Ainda assim, o piloto marcou 2 pontos com o 5º lugar no GP do Japão e o 17º lugar no campeonato.[carece de fontes?]

### Benetton — ofuscado por Schumi: 1992
Depois de conquistar apenas 16 pontos em oito temporadas, Brundle tinha sua melhor chance na carreira no campeonato de 1992. Pilotou o carro amarelo com o patrocínio da Camel na equipe Benetton. Seu companheiro de equipe era nada menos que o futuro heptacampeão, Michael Schumacher, que superou com facilidade o piloto inglês em todos os treinos. O primeiro podium (3º lugar) de Brundle foi no GP da França; na semana seguinte, o GP da Grã-Bretanha, repetia o feito. Quatro corridas depois, ele terminou em 2º (seu melhor resultado em provas) no GP da Itália; no podium da prova italiana estavam dois grandes pilotos da categoria: o vencedor Senna (seu grande adversário na F-3 Inglesa) e o 3º colocado Schumacher (seu companheiro de equipe e que seria campeão dois anos depois). Um segundo, quatro terceiros lugares foram seus melhores resultados na temporada, e terminou em 6º lugar com 38 pontos, sua melhor classificação na categoria.[carece de fontes?]

### Ligier: 1993
Empolgado com o desempenho do ano anterior, Brundle foi para a Ligier, que vivia uma "seca" de vitórias que durava desde 1981. Mesmo com 34 anos nas costas, ele ainda mostrava competitividade, ficando em 7º lugar no mundial com 13 pontos, tendo como melhor resultado o 3º lugar em San Marino.[carece de fontes?]

### Pressão na McLaren: 1994
Martin Brundle tinha uma dura missão no campeonato de 1994: substituir seu rival de Fórmula 3, Ayrton Senna na McLaren, numa época de transição com o motor Peugeot. Na estreia, no GP do Brasil, abandonou de cara, após se envolver num acidente com: o norte-irlandês Eddie Irvine da Jordan, o holandês Jos Verstappen da Benetton, que estreava na categoria, e o francês Éric Bernard da Ligier. O acidente custou um "gancho" de três corridas para Irvine. Em Mônaco, o piloto inglês do carro número 8 chegou em 2º, mas só retornou ao podium com o 3º lugar na Austrália. Fechou a temporada novamente em 7º, dessa vez com 16 pontos.[carece de fontes?]

### Volta à Ligier: 1995

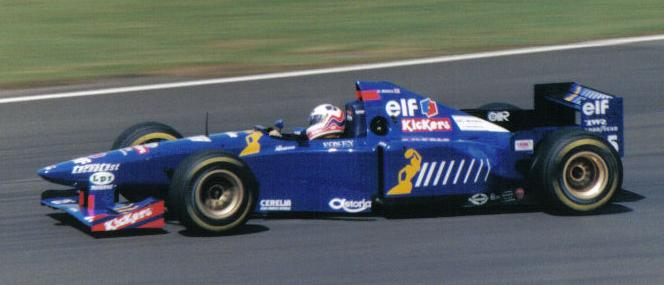
Brundle na Fórmula 1 em 1995.

Após a passagem pela McLaren, Brundle retornou à Ligier, mas não participou dos três primeiros GPs da temporada (Brasil, Argentina e San Marino), onde sua vaga seria ocupada pelo japonês Aguri Suzuki. Reestreou no GP da Espanha, onde terminou em 9º. Não disputou os GP's: da Alemanha, do Pacífico e do Japão, retornando no GP da Austrália.[carece de fontes?] Nas onze corridas que esteve presente, Brundle terminou seis, mas uma foi no podium com o 3º no GP da Bélgica (seu último na carreira). Os 7 pontos conquistados colocaram o inglês em 13º lugar no campeonato

### Fim de carreira na Jordan: 1996
Brundle assinou com a Jordan para 1996, ao lado do brasileiro Rubens Barrichello. Na Austrália, o inglês ficou conhecido pelo incrível acidente no início da corrida. Pouco tempo após a largada ter sido autorizada, a Jordan de Brundle ficou espremida entre alguns carros, e acabou atingida pela McLaren do escocês David Coulthard. O carro capotou, bateu no muro, entretanto, Brundle saiu ileso. Apesar de ter 37 anos, Brundle não perdia a paixão pela velocidade. Terminou sua carreira na Fórmula 1 em grande estilo, ao chegar em 5º lugar no Japão, e os 8 pontos com o 11º lugar no campeonato no encerramento de sua carreira na categoria.[carece de fontes?]

## Carreira após a Fórmula 1

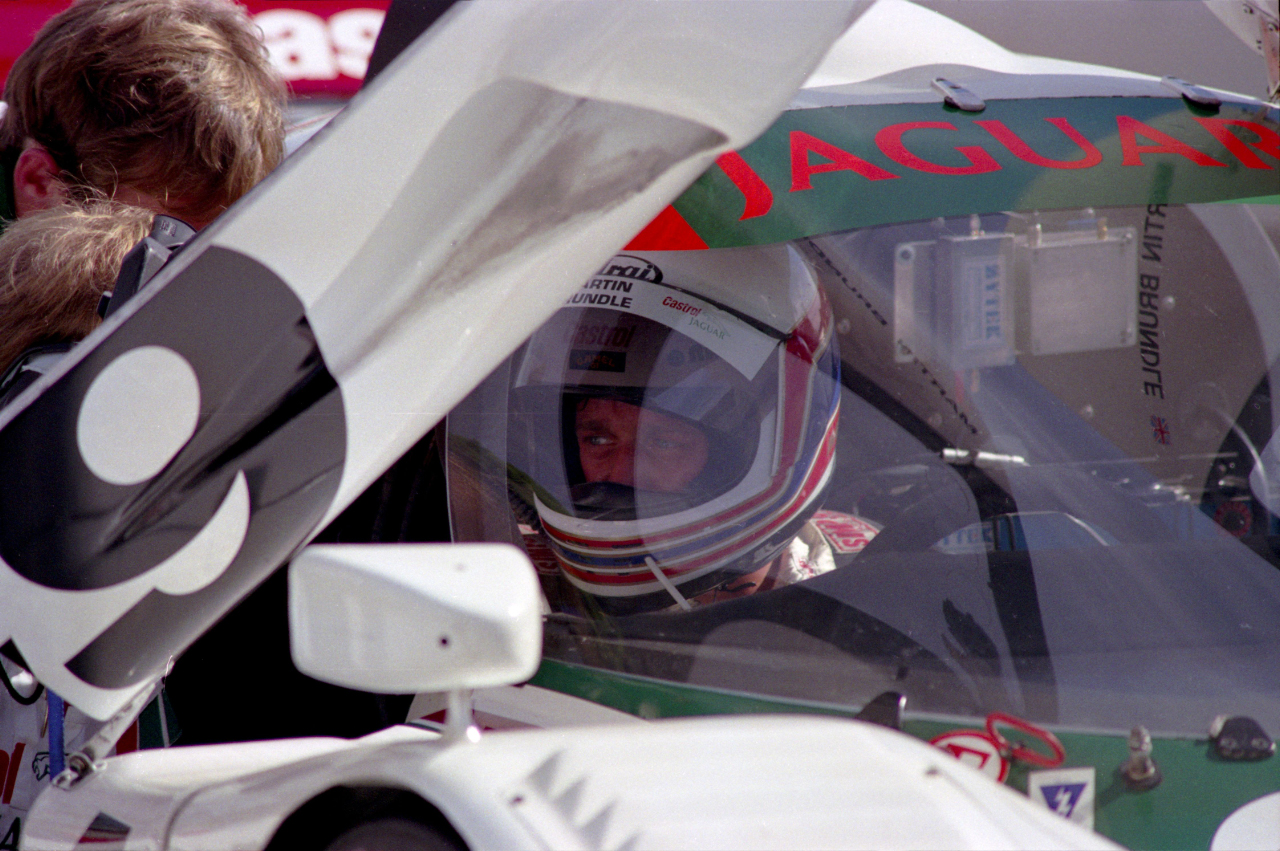
Brundle numa corrida da IMSA, em 1990.

Depois de colocar termo à carreira de piloto, Brundle iniciou uma nova carreira: a de comentarista. Ele se tornou um dos mais populares comentaristas de Fórmula 1 ao lado dos compatriotas James Hunt e Mark Blundell. Ainda em 1997, ele provou que não havia parado definitivamente de correr. Voltou a disputar as 24 horas de Le Mans após sete anos de ausência (correu também entre 1987 e 1988 e em 1990). Em 1999, pela Toyota, ao lado do belga Thierry Boutsen e do japonês Ukyo Katayama, chegou perto da vitória, mas um problema mecânico sepultou o triunfo. Brundle retornou a Le Mans em 2001, mas não teve sucesso. Após essa participação, Brundle decidiu pendurar o capacete, aos 43 anos.

## Vida pessoal
Martin é casado com Liz, e tem uma filha, Charlie, e um filho, o piloto Alex Brundle, que corre na Fórmula 2 FIA. O irmão de Martin, Robin, correu em carros de turismo e em 2006, participou do Festival de Goodwood.

## The Stig
Há grandes suspeitas de que Martin seja o White Stig do programa Top Gear da BBC 2

## Todos os Resultados de Martin Brundle na Fórmula 1
(legenda)
| Ano   | Nome Oficial da Equipe               | Chassis       | Motor                    | Pneus | 1       | 2       | 3       | 4       | 5       | 6       | 7       | 8        | 9       | 10      | 11      | 12      | 13      | 14      | 15      | 16      | 17      | Pontos | Posição  |
| ----- | ------------------------------------ | ------------- | ------------------------ | ----- | ------- | ------- | ------- | ------- | ------- | ------- | ------- | -------- | ------- | ------- | ------- | ------- | ------- | ------- | ------- | ------- | ------- | ------ | -------- |
| 1996  | Benson & Hedges Total Jordan Peugeot | Jordan 196    | Peugeot A12 V10          | G     | AUS Ret | BRA 12º |         |         |         |         |         |          |         |         |         |         |         |         |         |         |         | 8      | 11º      |
| 1996  | Total Jordan Peugeot                 | Jordan 196    | Peugeot A12 V10          | G     |         |         | ARG Ret | EUR 6º  | SMR Ret | MON Ret | ESP Ret | CAN 6º   | FRA 8º  | GBR 6º  | ALE 10º | HUN Ret | BEL Ret | ITA 4º  | POR 9º  | JAP 5º  |         | 8      | 11º      |
| 1995  | Ligier Gitanes Blondes               | Ligier JS41   | Mugen-Honda MF-301H V10  | G     |         |         |         | ESP 9º  | MON Ret | CAN 10º | FRA 4º  | GBR Ret  |         | HUN Ret | BEL 3º  | ITA Ret | POR 8º  | EUR 7º  |         |         | AUS Ret | 7      | 13º      |
| 1994  | Marlboro McLaren Peugeot             | McLaren MP4/9 | Peugeot A6 V10           | G     | BRA Ret | PAC Ret | SMR 8º  | MON 2º  | ESP 11º | CAN Ret | FRA Ret | GBR Ret  | ALE Ret | HUN 4º  | BEL Ret | ITA 5º  | POR 6º  | EUR Ret | JAP Ret | AUS 3º  |         | 16     | 7º       |
| 1993  | Ligier Gitanes Blondes               | Ligier JS39   | Renault RS5 V10          | G     | AFS Ret | BRA Ret | EUR Ret | SMR 3º  | ESP Ret | MON 6º  | CAN 5º  | FRA 5º   | GBR 14º | ALE 8º  | HUN 5º  | BEL 7º  | ITA Ret | POR 6º  | JAP 9º  | AUS 6º  |         | 13     | 7º       |
| 1992  | Camel Benetton Ford                  | Benetton B191 | Ford HB 6/7 V8           | G     | AFS Ret | MEX Ret | BRA Ret |         |         |         |         |          |         |         |         |         |         |         |         |         |         | 38     | 6º       |
| 1992  | Camel Benetton Ford                  | Benetton B192 | Ford HB 6/7 V8           | G     |         |         |         | ESP Ret | SMR 4º  | MON 5º  | CAN Ret | FRA 3º   | GBR 3º  | ALE 4º  | HUN 5º  | BEL 4º  | ITA 2º  | POR 4º  | JAP 3º  | AUS 3º  |         | 38     | 6º       |
| 1991  | Motor Racing Developments Ltd        | Brabham BT59Y | Yamaha OX99 V12          | P     | EUA 11º | BRA 12º |         |         |         |         |         |          |         |         |         |         |         |         |         |         |         | 2      | 17º      |
| 1991  | Motor Racing Developments Ltd        | Brabham BT60Y | Yamaha OX99 V12          | P     |         |         | SMR 11º | MON EXC | CAN Ret | MEX Ret | FRA Ret | GBR Ret  | ALE 11º | HUN Ret | BEL 9º  | ITA 13º | POR 12º | ESP 10º | JAP 5º  | AUS NQ  |         | 2      | 17º      |
| 1989  | Motor Racing Developments            | Brabham BT58  | Judd EV V8               | P     | BRA Ret | SMR Ret | MON 6º  | MEX 9º  | EUA Ret | CAN NPQ | FRA NPQ | GBR Ret  | ALE 8º  | HUN 12º | BEL Ret | ITA 6º  | POR 8º  | ESP Ret | JAP 5º  | AUS Ret |         | 4      | 20º      |
| 1988  | Canon Williams Team                  | Williams FW12 | Judd CV V8               | G     |         |         |         |         |         |         |         |          |         |         | BEL 7º  |         |         |         |         |         |         | 0      | NC (20º) |
| 1987  | West Zakspeed Racing                 | Zakspeed 861  | Zakspeed 1500/4 L4 Turbo | G     | BRA Ret |         |         |         |         |         |         |          |         |         |         |         |         |         |         |         |         | 2      | 18º      |
| 1987  | West Zakspeed Racing                 | Zakspeed 871  | Zakspeed 1500/4 L4 Turbo | G     |         | SMR 5º  | BEL Ret | MON 7º  | DET Ret | FRA Ret | GBR NC  | ALE NC   | HUN Ret | AUT DSQ | ITA Ret | POR Ret | ESP 11º | MEX Ret | JAP Ret | AUS Ret |         | 2      | 18º      |
| 1986  | Data General Team Tyrrell            | Tyrrell 014   | Renault EF4B V6 Turbo    | G     | BRA 5º  | ESP Ret | SMR 8º  |         |         |         |         |          |         |         |         |         |         |         |         |         |         | 8      | 11º      |
| 1986  | Data General Team Tyrrell            | Tyrrell 015   | Renault EF15 V6 Turbo    | G     |         |         |         | MON Ret | BEL Ret | CAN 9º  | DET Ret | FRA 10º  | GBR 5º  | ALE Ret | HUN 6º  | AUT Ret | ITA 10º | POR Ret | MEX 11º | AUS 4º  |         | 8      | 11º      |
| 1985  | Tyrrell Racing Organisation          | Tyrrell 012   | Ford DFY V8              | G     | BRA 8º  | POR Ret | SMR 9º  | MON 10º | CAN 12º | DET Ret |         |          | ALE 10º | AUT NQ  |         |         |         |         |         |         |         | 0      | NC (21º) |
| 1985  | Tyrrell Racing Organisation          | Tyrrell 014   | Renault EF4B V6 Turbo    | G     |         |         |         |         |         |         | FRA Ret | GBR 7º   |         |         | PAB 7º  | ITA 8º  | BEL 13º | EUR Ret | AFS 7º  | AUS NC  |         | 0      | NC (21º) |
| 19841 | Tyrrell Racing Organisation          | Tyrrell 012   | Ford DFY V8              | G     | BRA DSQ | AFS DSQ | BEL DSQ | SMR DSQ | FRA DSQ | MON NQ  | CAN DSQ | DET DSQ* | DAL NQ  |         |         |         |         |         |         |         |         | -      | NC       |

- ↑1  O piloto inglês foi desclassificado em 7 provas, porque o seu carro estava fora do regulamento. A equipe Tyrrell foi eliminada do restante do Campeonato de 1984 por infringir o regulamento técnico da entidade.
- Brundle terminou em 2º lugar em Detroit, mas na vistoria o carro do piloto inglês estava funcionando de forma irregular, assim como nas corridas anteriores.